# Rat Krespel

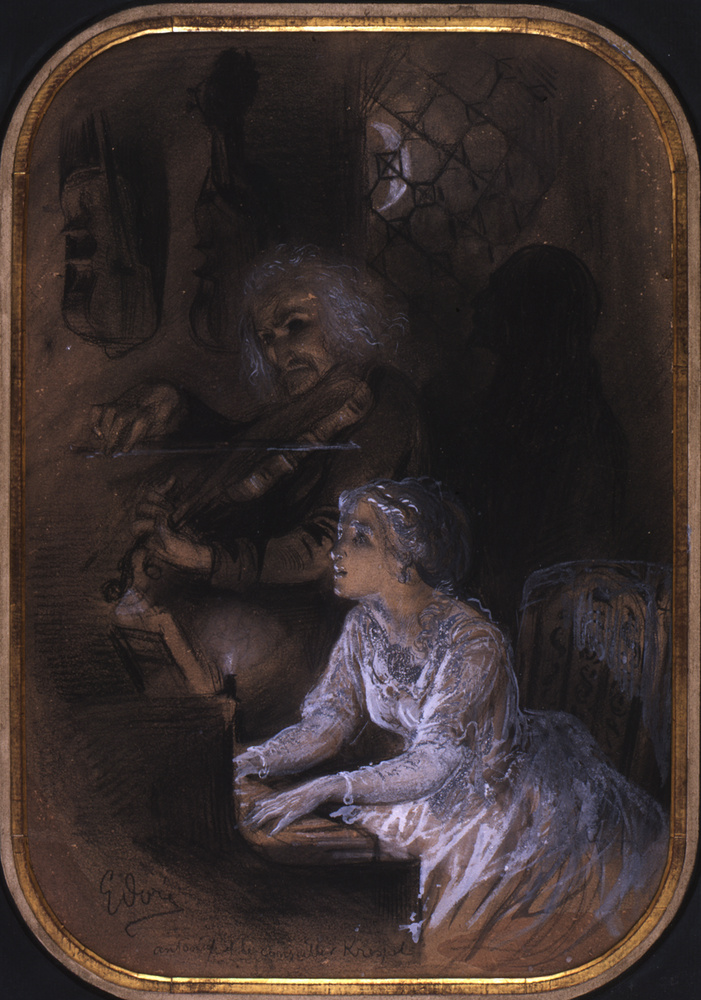
Gustave Doré, „Antonie und Rat Krespel“ (Musée d’Art Moderne et Contemporain de Strasbourg)

Rat Krespel ist der Titel einer 1818 publizierten Künstlernovelle von E. T. A. Hoffmann. Erzählt wird das Schicksal des Geigenbauers Krespel und seiner Tochter Antonie, die durch einen organischen Fehler in der Brust eine seraphische Stimme erhält, dadurch bei ihrem Gesang vom Tod bedroht ist und an dieser Unvereinbarkeit der reinen Kunst mit der Wirklichkeit stirbt.

## Inhalt
Theodor  erzählt seinen Freunden, den Serapionsbrüdern, die Geschichte vom Rat Krespel, „berühmt als gelehrter gewandter Jurist und als tüchtiger Diplomatiker“ sowie als einer der „allerwunderlichsten Menschen“:
Als sich Krespel ein Haus bauen lässt, müssen die Maurer nach Schildbürgerart die Wände tür- und fensterlos hochziehen und jene Öffnungen hinterher nach seinen Angaben ausbrechen. Seine Leidenschaft ist der Bau einer nach der reinen Kunst spielenden Geige. Dazu kauft er berühmte alte Violinen, schneidet sie auf, um ihren Aufbau zu studieren und wendet die Kenntnisse bei seinen eigenen Konstruktionen an. Allerdings probiert er sie nur einmal aus, hängt sie dann zu den anderen in seiner Sammlung und unternimmt den nächsten Versuch. Einmal kehrt er von einer Reise mit der „bildhübschen blutjungen“ Antonie und ihrem Bräutigam zurück. Nachts hören die Nachbarn den von einem Pianoforte und einer Violine begleiteten „wunderherrlichen“ Gesang eines Frauenzimmers. Dann kommt es zum Streit und der junge Mann verlässt das Haus. Gerüchten zufolge tyrannisiere der Rat „das arme Mädchen auf die gehässigste Weise“.
Theodor lebt zu dieser Zeit als Studiosus in der süddeutschen Stadt M- und lernt Krespel bei einer Gesellschaft im Haus des Professors M*** kennen. Dort wird er selbst Zeuge eines Gesprächs, in dem der Rat einer Frage nach Antonie ausweicht. Er will dem Geheimnis auf die Spur kommen, hört eines Nachts selbst „Antoniens wunderbaren Gesang“ und fühlt sich berufen „die Königin des Gesangs aus schmachvollen Banden zu befreien“. Bei seinem ersten Besuch im Krespel-Haus zeigt ihm der Rat seine Geigensammlung und erklärt ihm die Innenarchitektur einer dieser Violinen, lehnt es aber ab, darauf zu spielen. Als Theodor sich nach Antonie erkundigt, wird er schnell von Krespel mit einem kleinen Geschenk verabschiedet, d. h. hinausgeworfen. Bei seinen nächsten Besuchen trifft er dagegen Antonie an. Sie unterhalten sich geistvoll und er kann nichts Verdächtiges am Verhalten des Rats feststellen, außer dass er Gespräche über den Gesang, die Theodor immer wieder initiiert, umlenkt. Bei seinem letzten Besuch will Theodor nach einem eigenen Vortrag Antonie zum Singen animieren. Als sie darauf freudig eingehen will, hindert sie Krespel zornig daran, droht dem „Söhnchen“ und „Liebwertesten“ mit einem Treppensturz und drängt Theodor mit Umarmungen aus der Tür.

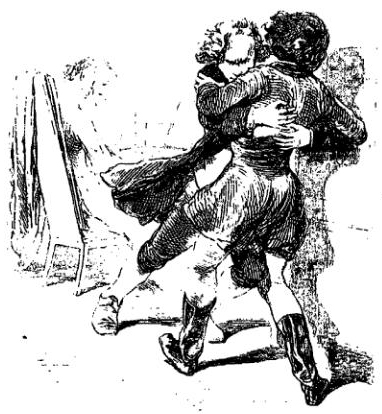
Antonias Lied (Illustration zu Hoffmanns Erzählung)

Zwei Jahre später reist Theodor von seinem Arbeitsort B** nach H- und kommt dort am Tag von Antonies Beerdigung an. Krespel begegnet ihm in närrischer Kleidung und wahnsinnigem Verhalten: Er lacht und ruft: „Heisa frei! - Nun bau ich keine Geigen mehr.“ Theodor kommt es vor, als habe der Rat in seinem Schmerz über Antonies plötzlichem Tod den Verstand verloren.
Als Theodor Krespel die Schuld an Antonies Tod gibt, erfährt er seine Geschichte, die 20 Jahre zurückreicht:
Antonie ist die Tochter des Rats; Kind der unglücklichen Liebe des wunderlichen Deutschen mit der berühmten Primadonna Angela-i aus Venedig, deren Liebe er während seiner Italienreise durch sein „keckes und höchst ausdrucksvolles Violinspiel“ gewinnen kann. Sie heiraten nach wenigen Wochen, aber Krespel kann ihre Starallüren und Marter nicht ertragen, flüchtet vor der Geburt ihres Kindes nach H- und kehrt nicht mehr nach Italien zurück. Auch als die Sängerin mit ihrer Tochter ein Engagement in Deutschland annimmt, kommt es zu keiner Begegnung mehr. Er erfährt jedoch brieflich, wie Antonie an der Seite der Mutter zur Sängerin vom ersten Range aufblüht und sich in der Stadt F** in den hoffnungsvollen jungen Komponisten B... verliebt. In der Nacht vor der beabsichtigten Trauung des Brautpaares stirbt Angela-i an den Folgen einer Erkältung. Krespel fährt nach F** und wird von einem Arzt über ihre Gefährdung seiner Tochter informiert: Antonies Kunst, ihr „über die Sphäre des menschlichen Gesanges hinaustönender Klang“, werde durch ein organisches Brustleiden ermöglicht. Wenn während des Gesanges rote Flecken auf ihren Wangen erscheinen, dann besteht für die Solistin akute Lebensgefahr. Obwohl der Bräutigam B... das weiß, kann er nicht der Versuchung widerstehen, mit ihr zu musizieren, und sie teilt mit ihm diese Leidenschaft. Deshalb will Krespel dies verhindern und bringt seine Tochter in sein Haus in H- in Sicherheit. Doch B... folgt ihnen und Antonie setzt ihren Wunsch durch, noch ein letztes Mal unter B...s Pianoforte- und Krespels Violin-Begleitung zu singen. Als wieder die roten Flecke erscheinen, bricht der Rat aus Sorge um die Tochter das Spiel ab. B... verabschiedet sich von seiner Braut und sie sinkt wie tot zusammen. Antonie erholt sich wieder und vorerst hat der Vater das Leben der Tochter gerettet. Sie fügt sich seinem Rat, nicht mehr zu singen. Aber es gibt noch eine alte nicht zerschnittene Geige, deren Klang ganz der Stimme Antonies gleicht, und Krespel spielt sie als Ersatz für Antonies Singen. Das macht einige Zeit beide gelassen und heiter. Diese Violine wird er später in Antonies Sarg legen.
In der Nacht, in der Antonie stirbt, hat Krespel einen Traum:
Es war ihm, „als höre er im Nebenzimmer auf seinem Pianoforte spielen, und bald unterschied er deutlich, dass B... nach gewöhnlicher Art präludiere. Er wollte aufstehen, aber wie eine schwere Last lag es auf ihm, wie mit eisernen Banden gefesselt, vermochte er sich nicht zu regen und zu rühren. Nun fiel Antonie ein in leisen hingehauchten Tönen, die immer steigend und steigend zum schmetternden Fortissimo wurden, dann gestalteten sich die wunderbaren Laute zu dem tief ergreifenden Liede, welches B... einst ganz im frommen Styl der alten Meister für Antonie komponiert hatte. Krespel sagte, unbegreiflich sei der Zustand gewesen, in dem er sich befunden, denn eine entsetzliche Angst habe sich gepaart mit nie gefühlter Wonne. Plötzlich umgab ihn eine blendende Klarheit, und in derselben erblickte er B... und Antonien, die sich umschlungen hielten und sich voll seligem Entzücken anschauten. Die Töne des Liedes und des begleitenden Pianofortes dauerten fort, ohne dass Antonie sichtbar sang oder B... das Fortepiano berührte. Der Rat fiel nun in eine Art dumpfer Ohnmacht, in der das Bild mit den Tönen versank. Als er erwachte, war ihm noch jene fürchterliche Angst aus dem Traume geblieben. Er sprang in Antoniens Zimmer. Sie lag mit geschlossenen Augen, mit holdselig lächelndem Blick, die Hände fromm gefaltet, auf dem Sopha, als schliefe sie und träume von Himmelswonne und Freudigkeit. Sie war aber tot.“
Professor M*** erklärt Theodor das scheinbar wahnsinnige Verhalten Krespels. Es gebe Menschen, „denen die Natur oder ein besonderes Verhängnis die Decke wegzog. Unter der wir andern unser tolles Wesen unbemerkbar treiben. […] Was bei uns Gedanke bleibt, wird dem Krespel alles zur Tat. – Den bittern Hohn, wie der, in das irdische Tun und Treiben eingeschmachtete Geist ihn wohl oft bei der Hand hat, führt Krespel aus in tollen Gebärden und geschickten Hasensprüngen. Das ist aber sein Blitzableiter. Was aus der Erde steigt, gibt er wieder der Erde, aber das Göttliche weiß er zu bewahren, und so steht er mit seinem innern Bewusstsein recht gut glaub ich, unerachtet der scheinbaren nach außen herausspringenden Tollheiten.“

## Adaptionen

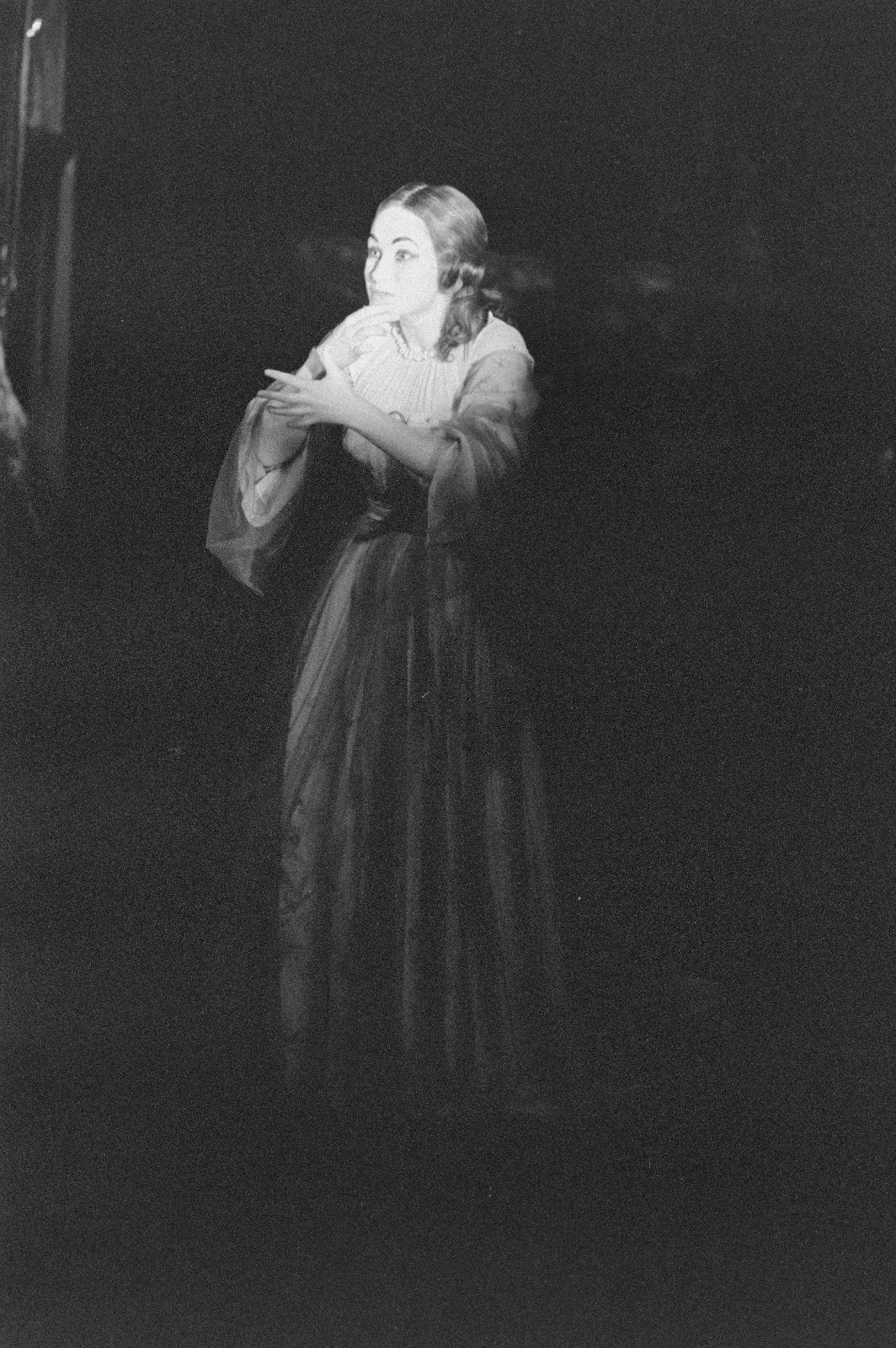
Melitta Muszely als Antonia in der Berliner Felsenstein-Inszenierung (1958)